# Гиго Габашвили
Гиорги "Гиго" Иванес дзе Габашвили (9. новембар 1862 — 28. октобар 1936) био је грузијски сликар и просветитељ. Један од најранијих грузијских представника реалистичке школе грузијског сликарства, његов рад је познат по томе што покрива широк спектар тема, пејзажа и сцена свакодневног живота кроз оријенталистички објектив. Иако нису широко познате на Западу, Габашвилијеве слике су веома цењене – уметникова слика Чаршија у Самарканду из касног 19. века, коју је првобитно наручио Чарлс Ричард Крејн, продата је за 1,36 милиона долара 2006. године.

## Биографија
Рођен у Тбилисију, Грузија (тада део Руске империје), Габашвили се школовао на Царској академији уметности (1886–1888) и Минхенској академији лепих уметности (1894–1897). Вративши се у домовину, дебитовао је као први уметник који је имао самосталну изложбу у Тбилисију. Од 1900. до 1920. предавао је у уметничкој школи коју је водило Кавкаско друштво за промоцију лепих уметности. Габашвили је био један од професора оснивача Државне академије уметности у Тбилисију (1922) и добио је титулу Народног уметника Грузијске ССР (1929). Предавао је између осталих Аполона Кутателадзеа и Елене Ахвледијани . Габашвили је остао упорни реалиста и ставио до знања своје противљење левичарској уметности. Умро је у Тсикхисдзирију, општина Кобулети, Грузија, 1936.
Гиго Габашвили је најпознатији по серији живописних портрета сељака, суграђана и племића („Три грађанина“, 1893; „Успавани Кевсур“, 1898; „Пијани Кхевсур“, 1899; „Курд“, 1903–1909; „Три генерала“, 1910; итд.) као и вишефигуралне сцене из грузијског („ Фестивал у Алавердоби “, 1899) и оријенталног живота – многе од њих засноване на скицама његовог путовања у средњу Азију 1894. („Чаршија“ у Самарканду“, 1894–1897; „Диван-бегов базен у Бухари“, 1897; итд.).
Већина његових дела је сада изложена у Националном музеју лепих уметности у Тбилисију. Његов примерак „Чаршије у Самарканду“ из 1895. године, настао на захтев америчког дипломате и бизнисмена Чарлса Р. Крејна који га је упознао током његовог путовања по Кавказу, продат је за 1,36 милиона долара на Сотбију 2006.

## Галерија
- Стари грађанин, в. 1890-их
- Бухарски с, в. 1890-их
- Пијани Кхевсур, 1899.